# Ethel Muckelt
Ethel Muckelt, née le 30 mai 1885 et décédée le 13 décembre 1953 à Moss Side, Manchester, est une patineuse artistique britannique qui concourait dans les épreuves individuelles et de couples.
Elle remporte notamment la médaille de bronze de l’épreuve individuelle lors des Jeux olympiques d'hiver de 1924 se déroulant à Chamonix en France. En 1924 elle remporte également la médaille d'argent du championnat du monde en couple avec Jack Page.

## Palmarès

### Individuel
| Compétitions                    | 1921 | 1922 | 1923 | 1924 | 1925 | 1926 | 1927 |
| Jeux olympiques d'hiver         |      |      |      | 3e   |      |      |      |
| Championnats du monde           |      |      | 4e   |      | 5e   |      |      |
| Championnats de Grande-Bretagne | 3e   | 2e   | 2e   |      |      |      | 2e   |
| Légende : F= Forfait            |      |      |      |      |      |      |      |

### Couples
| Compétitions                    | 1920 | 1921 | 1922 | 1923 | 1924 | 1925 | 1926 | 1927 | 1928 | 1929 | 1930 | 1931 | 1932 | 1933 | 1934 |
| Jeux olympiques d'hiver         | 5e   |      |      |      | 4e   |      |      |      | 7e   |      |      |      |      |      |      |
| Championnats du monde           |      |      |      |      | 2e   |      | 6e   |      | 4e   |      |      |      |      |      |      |
| Championnats de Grande-Bretagne |      |      |      | 1re  | 1re  | 1re  | 1re  | 1re  | 1re  | 1re  | 1re  | 1re  |      | 2e   | 2e   |
| Légende : F= Forfait            |      |      |      |      |      |      |      |      |      |      |      |      |      |      |      |